# أوزتريتس
استريتز (بالألمانية: Ostritz) هي بلدة ألمانية تقع في ألمانيا في ساكسونيا. يقدر عدد سكانها بـ 2,847 نسمة .

## المدن التوأمة
مدينة شلوس هولته-شتوكنبروك هي مدينة توأمة لـاستريتز.